# Соокалдузе
Со́окалдузе (ест. Sookalduse küla) — село в Естонії, у волості Пейпсіяере повіту Тартумаа.

## Населення
Чисельність населення на 31 грудня 2011 року становила 35 осіб.

## Географія
Через населений пункт проходить автошлях 43 (Аовере — Калласте — Омеду).

## Історія
До 23 жовтня 2017 року село входило до складу волості Вара.